# Arrondissement Toulon
Das Arrondissement Toulon ist eine Verwaltungseinheit des französischen Départements Var in der Region Provence-Alpes-Côte d’Azur. Hauptort (Sitz der Präfektur) ist Toulon.
Es besteht aus 13 Kantonen und 32 Gemeinden.

## Kantone
- La Crau (mit 5 von 6 Gemeinden)
- La Garde
- Garéoult (mit 1 von 12 Gemeinden)
- Hyères
- Le Luc (mit 1 von 11 Gemeinden)
- Ollioules
- Saint-Cyr-sur-Mer (mit 6 von 9 Gemeinden)
- La Seyne-sur-Mer-1
- La Seyne-sur-Mer-2
- Toulon-1
- Toulon-2
- Toulon-3
- Toulon-4

## Gemeinden
Die Gemeinden des Arrondissements Toulon sind:
| 1. Bandol (83009)                  | 2. Belgentier (83017)        | 3. Bormes-les-Mimosas (83019) | 4. Carqueiranne (83034)          |
| 5. Collobrières (83043)            | 6. Cuers (83049)             | 7. Évenos (83053)             | 8. Hyères (83069)                |
| 9. La Cadière-d’Azur (83027)       | 10. La Crau (83047)          | 11. La Farlède (83054)        | 12. La Garde (83062)             |
| 13. La Londe-les-Maures (83071)    | 14. La Seyne-sur-Mer (83126) | 15. La Valette-du-Var (83144) | 16. Le Beausset (83016)          |
| 17. Le Castellet (83035)           | 18. Le Lavandou (83070)      | 19. Le Pradet (83098)         | 20. Le Revest-les-Eaux (83103)   |
| 21. Ollioules (83090)              | 22. Pierrefeu-du-Var (83091) | 23. Riboux (83105)            | 24. Saint-Cyr-sur-Mer (83112)    |
| 25. Saint-Mandrier-sur-Mer (83153) | 26. Sanary-sur-Mer (83123)   | 27. Signes (83127)            | 28. Six-Fours-les-Plages (83129) |
| 29. Solliès-Pont (83130)           | 30. Solliès-Toucas (83131)   | 31. Solliès-Ville (83132)     | 32. Toulon (83137)               |

## Neuordnung der Arrondissements 2017

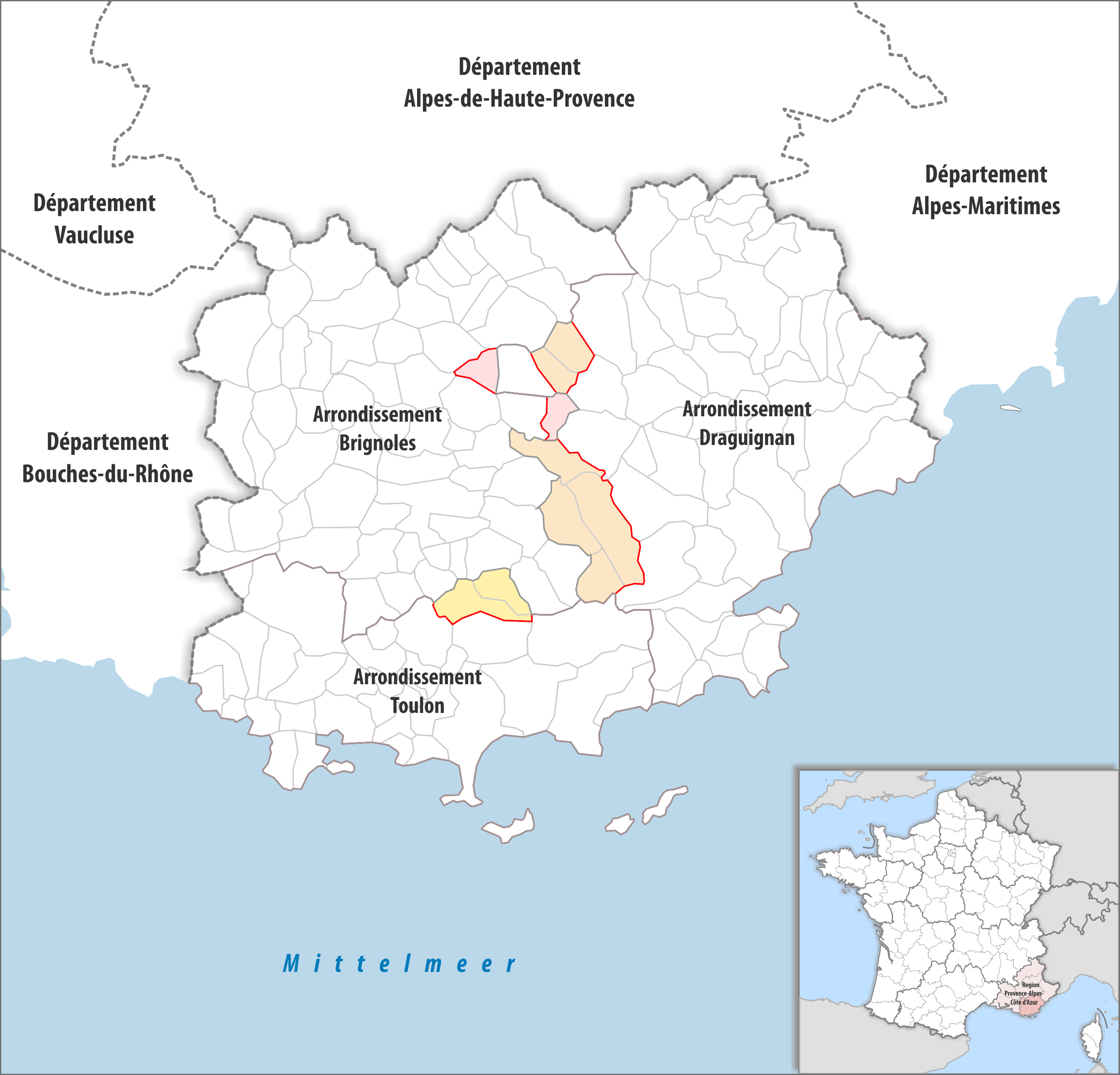
Arrondissementsanpassungen im Jahr 2017

Durch die Neuordnung der Arrondissements im Jahr 2017 wurde die Fläche der 2 Gemeinden Carnoules und Puget-Ville aus dem Arrondissement Toulon dem Arrondissement Brignoles zugewiesen.